# إعلان يوم عيد الأم
كان يوم «دعوة للنساء في جميع أنحاء العالم» (والذي عرف فيما بعد باسم «إعلان يوم عيد الأم») الذي ابتدعته جوليا وارد هاو بمثابة نداء للنساء ليتحدن من أجل السلام في جميع أنحاء العالم. وفي عام 1870 كتبت هاو كتابًا بعنوان «دعوة للنسوة» "Appeal to womanhood" كرد فعل سلمي لمذبحة الحرب الأهلية الأمريكية والحرب الفرنسية البروسية. وكانت هذه الدعوة مرتبطة باقتناع هاو الأنثوي بمسئولية المرأة في تشكيل مجتمعاتهن على الصعيد السياسي.
وفي عام 1872 طالبت هاو بالاحتفال «بيوم المرأة من أجل السلام» في 2يونيه من كل عام، لكن لم يحالفها النجاح. ولا يرتبط الاحتفال بيوم عيد الأم الحالي بما سبقه ودعت إليه آنا جارفيس منذ سنوات.
ويتضمن الاحتفال اليوم تراتيل ديانة الموحدين والغناء والتقاليد الحية.

## دعوة للنساء في جميع أنحاء العالم
هيا أيتها النساء، يا من لديهن قلوبًا، سواء كانت معموديتنا من الماء أو الدموع!
قولوا لعائلاتكم: "لن تكون هناك أسئلة كبيرة تحددها لنا الوكالات غير المعنية، ولن يأتي إلينا أزواجنا تنبعث منهم رائحة الدماء طلبًا للملاطفة والتهليل. لن يأخذ أحد أولانا إلى المجهول. فكل ما قمنا به هو تعليمهم الإحسان والرحمة والصبر. ونحن نساء هذا البلد سنكون عطوفون للغاية مع نساء البلدان الأخرى، ولن نسمح بتدريب أبنائنا على جرح أبنائهن."
ومن مهد الأرض المدمرة والمخربة، هناك صوت آت من بعيد. يقول: "ألقوا بالأسلحة! ألقوا بالأسلحة! إن سيف القاتل ليس هو ميزان العدالة." فالدماء لا تغسل الخزي، ولا ينم العنف عن الامتلاك والملكة. ونظرًا لأن الرجال تركوا محراثهم وسندانهم عند الاستدعاء إلى الحرب، فلتترك النساء الآن كل شيء من أجل يوم عظيم ومشرق في توجهنا.
فلنتقابل أولاً لنبكي على الموتى ونحيي ذكراهم. فلتتقابل هؤلاء النساء وتتبادلن النصائح والمشورات حول الوسائل التي تتيح للأسرة الإنسانية العظيمة العيش في سلام، ويحمل كل فرد عندما يحين وقته هذه العلامة المقدسة، علامة الرب وليست علامة القيصر.